# Битва при Сан-Хуан-де-Улуа
Битва при Сан-Хуан-де-Улуа — одно из ключевых сражений Кондитерской войны (первой французской интервенции в Мексику), которое произошло между мексиканской армией и военно-морскими силами Франции 27 ноября 1838 года у мексиканской крепости Сан-Хуан-де-Улуа.

## Предыстория
В 1838 году французский кондитер Ремонтель, утверждавший, что его магазин в Мехико был разрушен во время смуты в 1828 году мексиканскими офицерами-мародёрами, обратился за защитой к королю Франции Луи-Филиппу, который потребовал 600 тысяч песо в возмещение морального ущерба. Мексика сочла эту сумму непомерной и в ответ объявила дефолт по французским кредитам. Франция ультмативно потребовала вернуть долги и, после того, как платёж не поступил, послала корабли под командованием Шарля Бодена для блокады всех мексиканских портов от Юкатана до Рио-Гранде, захвата порта Веракрус и бомбардировки форта Сан-Хуан-де-Улуа.
Последний был построен на островке, на норд-ост от города Веракрус, от которого отделяется проливом шириной около 900 метров. На севере тянется каменистая банка Галлега, почти оголяющаяся в большие отливы. Узким проливом отделяется от неё другая банка, Галлегилла.
В 1838 году форт Сан-Хуан-де-Улуа вооружен 186 артиллерийскими орудиями различных калибров, поставленными в казематах, и семью 9-дюймовыми мортирами. Высота амбразур над уровнем моря была около 8 метров в полную воду. Форт был окружен широким рвом, почти занесен песком; вода в нём была только во время прилива.
В полдень 27 ноября истекал месячный срок ультиматума начальника французской эскадры Бодена мексиканскому правительству. За несколько дней французские офицеры, под руководством принца Жуанвильского, командовавшего корветом «Créole», произвели рекогносцировку форта, которая показала, что можно ночью высадиться на банке Галлега, внезапно напасть на один из фасов, заклепать его 36 орудий и пробраться в форт. Тем не менее было решено атаковать форт артиллерийским огнем, для чего назначены фрегаты «Néréide» (52 пушки), «Gloire» (52 пушки), «Iphigénie» (60 пушек), корвет «Créole» (24 пушки) и бомбарды «Cyclope» и «Vulcan».

## Сражение
27 ноября суда двинулись на места по диспозиции. В случае усиления ветра никакое маневрирование около опасных банок было немыслимо. «Néréide» и «Iphigénie» (на паровой тяге в 160 сил), «Méthéore», «Phaéton» и «Gloire» (под парусами) расположились на NO от форта на дистанции в 1.200 метров и всего в 100 метрах от мели. Затем пароходы установили на место бомбарды на севере от форта, в расстоянии около 1.500 метров. «Créole» должен был сражаться на ходу, маневрируя кругом банки.
Едва тронулся флагманский фрегат «Néréide», от форта отвалила шлюпка под белым парламентерским флагом, которая привезла Бодену письма мексиканского министра иностранных дел и генерала Мануэля Ринкона, командующего войсками в Веракрусе. Однако, Боден усмотрел из этих бумаг только желание затянуть переговоры, и в 14:30 французская эскадра открыла огонь. Началась артиллерийская дуэль.

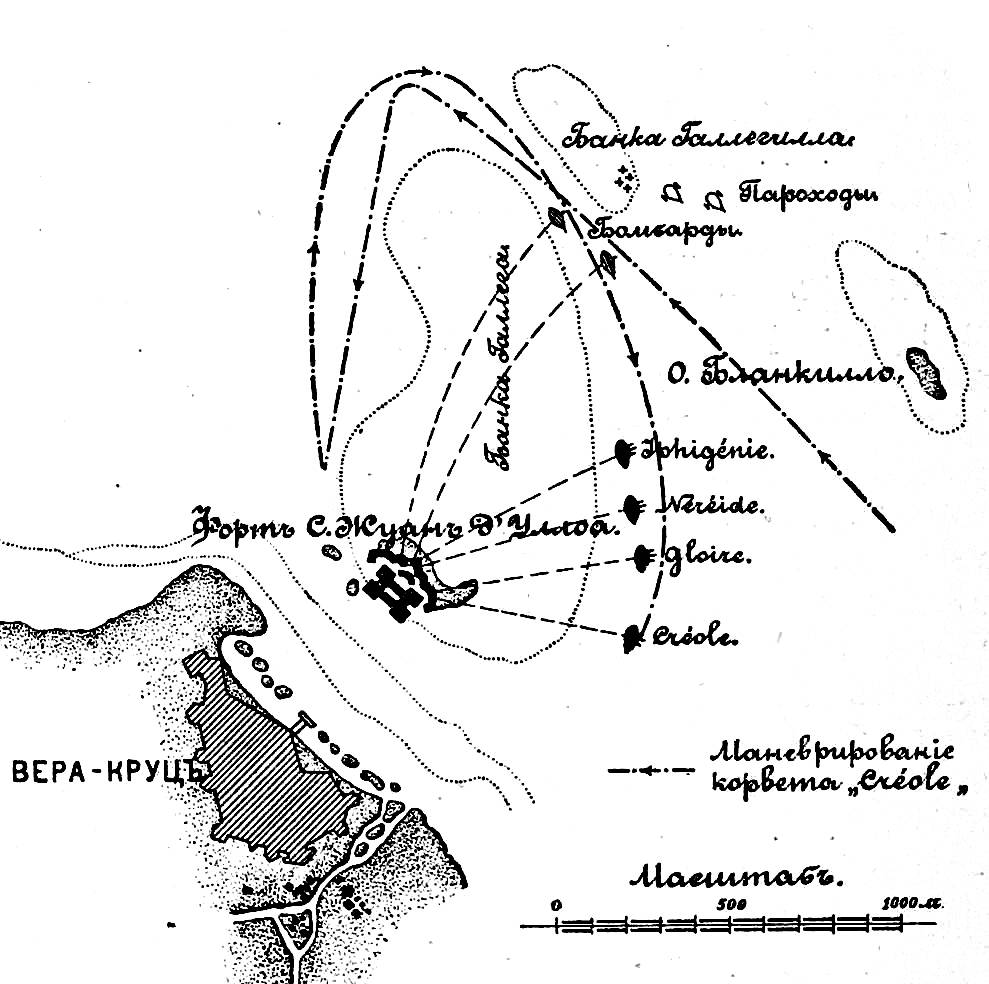
План сражения
(рисунок из статьи «Жуан д’Уллоа»
«Военная энциклопедия Сытина»; 1913)

Позиция судов была выбрана так, что по линии из 3 фронтов с форта могли действовать только: одна 24-х фунтовая пушка, пять 16-и фунтовых, семь 12-и фунтовых, одна 8-и фунтовая и пять 18-и фунтовых каронад, — всего 19 орудий. Очень слабый ветер плохо относил пороховой дым, и потому приходилось иногда прекращать огонь, чтобы наблюдать за результатами стрельбы. К половине пятого дня 3 пороховых погреба были взорваны, а четвёртый был засыпан развалинами разрушенной над ним башни; ответный огонь форта существенно ослабел. Опасаясь оставить суда на ночь около банки, Боден в 17 часов приказал отвести «Gloire» к месту якорной стоянки эскадры, а через час начал подавать буксиры на пароход и флагманский фрегат. Но буксиры запутались, и только к половине девятого вечера смогли тронуться. Тогда, так как погода не давала никаких признаков ухудшения, Боден решил остаться на ночь на позиции.
В 21:00 из форта прибыл парламентер с предложением прекратить огонь на время уборки убитых и раненых, но Боден отказал и потребовал немедленной сдачи. Комендант крепости согласился, но просил разрешения снестись с командующим войсками в Веракрусе, генералом Ринконом. Так как к рассвету ответ не был получен, то «Gloire» и фрегат «Medée» (44 пушки) вновь заняли позицию. В 8:30 утра прибыл начальник штаба Ринкона и заявил, что последний согласен на капитуляцию, по которой бы французы заняли форт, и командующий войсками обязался оставить в городе не больше тысячи мексиканских солдат. Порт должен был быть открыт для входа коммерческих кораблей всех наций, и французский гарнизон Сан-Хуан-де-Улуа получил право запасаться свежей провизией в городе. Пролив между фортом и городом был немедленно занят корветом «Créole» и бригом «Cuirassier» (18 пушек), причём в руки французов попали мексиканские суда: корвет «Iguala» (18 пушек), бриг «Sturbide» (16 пушек) и 3 небольших судна (от одной до пяти пушек).
В общей сложности французские суда выпустили по форту 302 бомбы, 177 гранат и 7771 ядро. Гарнизон состоял из 1.100 артиллеристов и солдат, из которых около четверти выбыло из строя во время боя. Французы потеряли всего 33 человека (причем убитыми только четырёх), и суда их не имели серьезных повреждений. Узнав о взятии форта Сан-Хуан-де-Улуа, герцог Веллингтон заявил в английском парламенте:
«Это единственный пример, который я знаю, что правильно сооруженный приморский форт был взят исключительно морской силой».
Действительно, это пример исключительный, тем более, что форт Сан-Хуан-де-Улуа имел репутацию неприступного, и пал он под ударами сравнительно небольшого отряда кораблей. Свою роль сыграли и ряд благоприятных условий, в которых оказался французский флот: удачная погода в период свежих ветров; непростительных промах коменданта крепости, генерала Антонио Гоюна, позволивший противнику без единого выстрела занять позицию на близком расстоянии, и неточная стрельба мексиканских наводчиков, что доказывается сравнительно ничтожными потерями французов.